# Liste der Kulturdenkmäler in Scheidt (Rhein-Lahn-Kreis)
In der Liste der Kulturdenkmäler in Scheidt sind alle Kulturdenkmäler der rheinland-pfälzischen Ortsgemeinde Scheidt aufgeführt. Grundlage ist die Denkmalliste des Landes Rheinland-Pfalz (Stand: 8. Dezember 2023).

## Einzeldenkmäler
| Bezeichnung | Lage              | Baujahr                  | Beschreibung                                                   | Bild                           |
| ----------- | ----------------- | ------------------------ | -------------------------------------------------------------- | ------------------------------ |
| Wohnhaus    | Ortsstraße 1 Lage | 18. Jahrhundert          | Fachwerkhaus, teilweise massiv, 18. Jahrhundert                | weitere Bilder Fotos hochladen |
| Wohnhaus    | Ortsstraße 5 Lage | 17. oder 18. Jahrhundert | verputztes Fachwerkhaus, wohl aus dem 17. oder 18. Jahrhundert | weitere Bilder Fotos hochladen |
| Wohnhaus    | Ortsstraße 6 Lage | 17. oder 18. Jahrhundert | verputztes Fachwerkhaus, wohl aus dem 17. oder 18. Jahrhundert | Fotos hochladen                |